# Neu Gaarz
Neu Gaarz ist ein Ortsteil der Gemeinde Jabel im Landkreis Mecklenburgische Seenplatte in Mecklenburg-Vorpommern (Deutschland). Zu Neu Gaarz gehört auch das Dorf Alt Gaarz.

## Geografie
Neu Gaarz liegt inmitten der Mecklenburgischen Seenplatte, etwa 14 Kilometer nordwestlich von Waren (Müritz). Das Ortsgebiet ist eingebettet zwischen dem Bergsee und dem Tiefen See, die zu einer Seenkette gehören, die sich zwischen den größeren Seen Malchiner See und Fleesensee/Kölpinsee erstreckt. Neu Gaarz liegt am Schnittpunkt der beiden Naturparke Mecklenburgische Schweiz und Kummerower See und Nossentiner/Schwinzer Heide. Das wald- und hügelreiche Gebiet erreicht im Nordwesten eine Höhe von 91 m ü. NN.

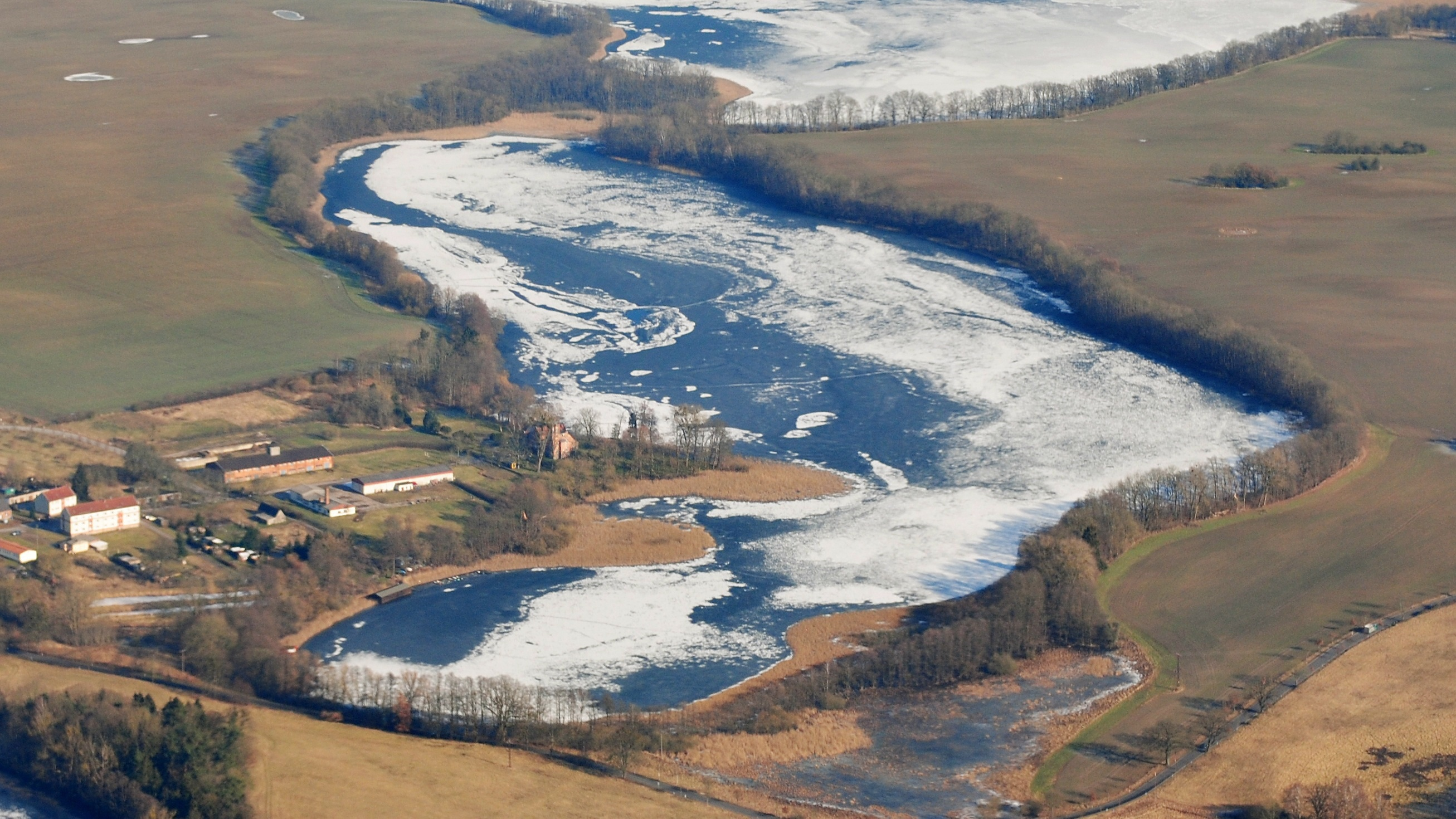
Hofsee im Winter

Neben dem Tiefen See und dem Bergsee befinden sich der Hofsee, der Krumme See (auch Krogsee) und der Backofensee auf dem Ortsgebiet. Südlich liegt das Naturschutzgebiet Seen- und Bruchlandschaft südlich Alt Gaarz.

## Geschichte
Am 1. Juli 1950 wurden die damaligen Gemeinden Alt Gaarz und Hagenow eingegliedert.
Bis zum 31. Dezember 2014 war Neu Gaarz eine eigenständige Gemeinde und wurde dann nach Jabel eingemeindet. Bei seiner Eingemeindung war Neu Gaarz die einzige Gemeinde in Mecklenburg-Vorpommern, die unter 100 Einwohner hatte. Letzter Bürgermeister war Werner Ockert.

## Wirtschaft und Infrastruktur
Neu Gaarz wird von der Landwirtschaft und vom Fremdenverkehr geprägt.
Das Gutsgelände der Domäne Neu Gaarz umfasst ein nach der deutschen Wiedervereinigung saniertes Gutshaus, das als Hotel genutzt wird, sowie ein neu errichtetes Hostel, Ferienwohnungen und eine Veranstaltungshalle.

## Sehenswürdigkeiten
Das Gutshaus der ehemaligen Domäne Neu Gaarz ist ein um 1760 errichteter barocker, später umgebauter zweigeschossiger und zehnachsiger Putzbau mit einem dreigeschossigen Mittelrisalit. Nach 1945 wurde es als Wohnhaus und Gemeindebüro genutzt. Nach 1991 war es ein Hotel und Künstlertreffpunkt, ab 2008 eine Jagdschule, ab 2015 wieder eine Hotel- und Ferienanlage mit angrenzendem See.

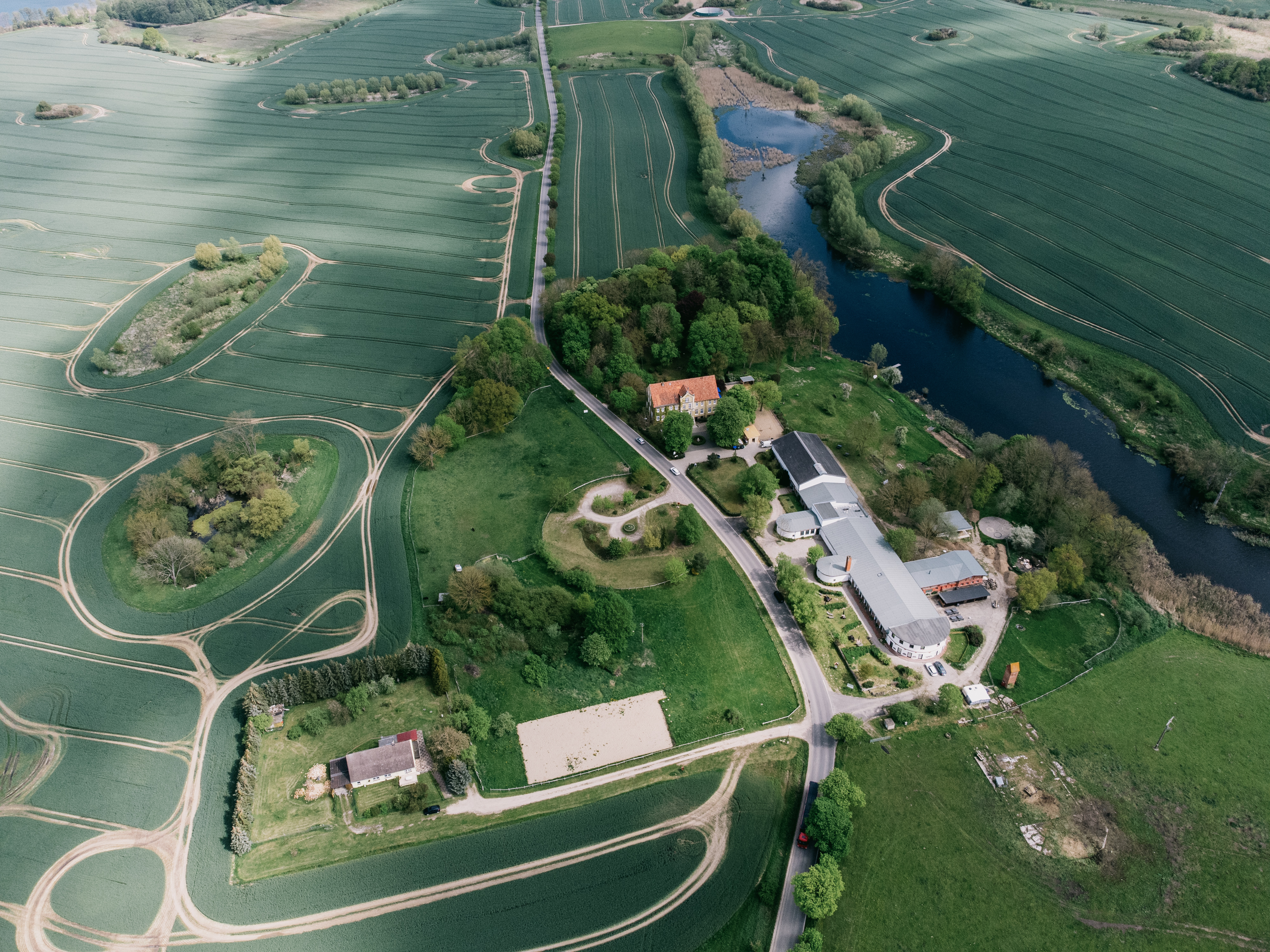
Gutshaus mit Wirtschaftsgebäuden

## Verkehrsanbindung
Neu Gaarz liegt an der Landstraße, die eine Verbindung von der Bundesstraße 108 (Gemarkung Grabowhöfe) über Hohen Wangelin zur Bundesautobahn 19 (Anschluss Linstow) herstellt. In Jabel befindet sich der nächste Bahnhof (Anschlüsse nach Waren (Müritz), Malchow und Parchim).

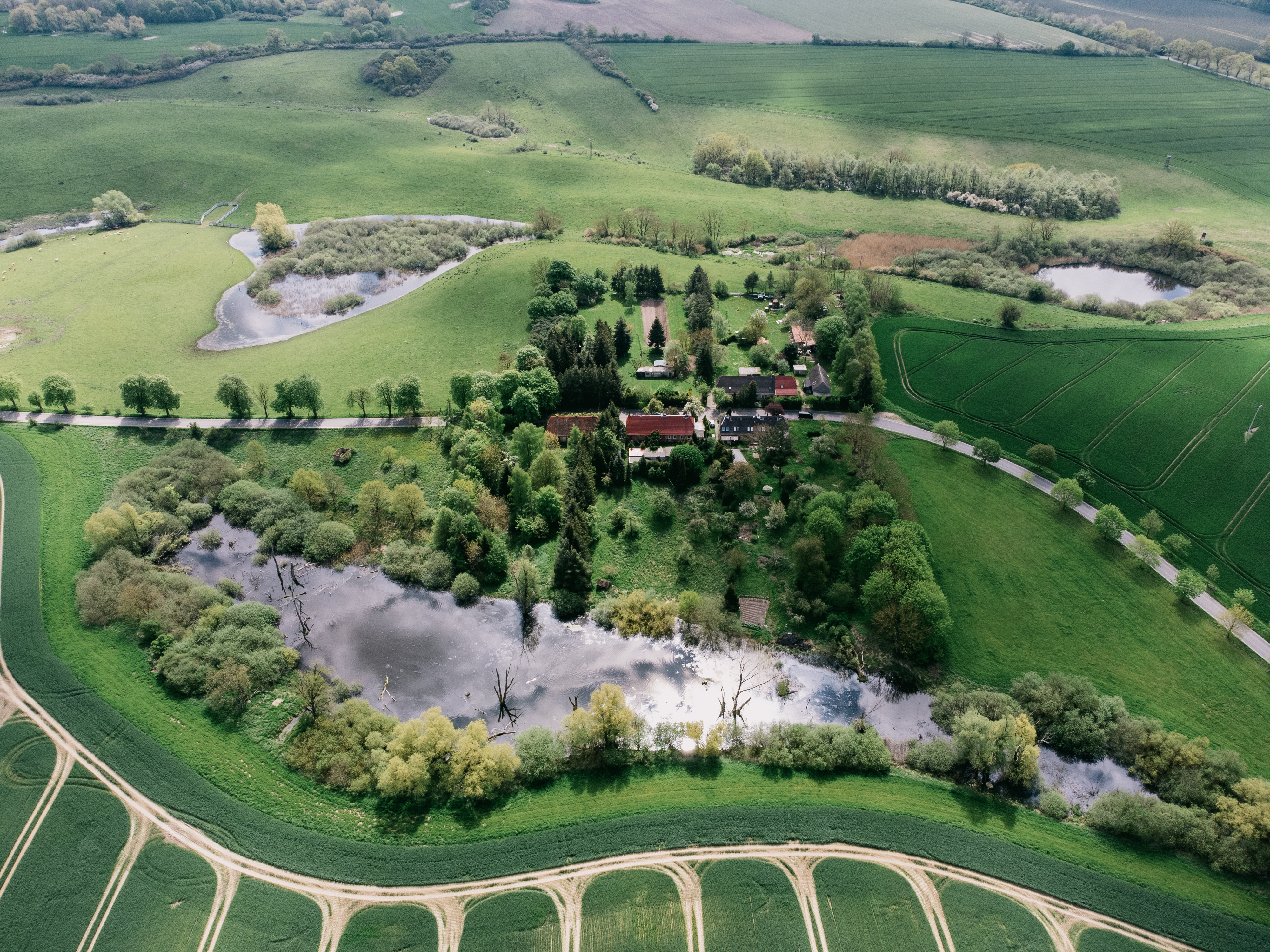
Wohnhäuser entlang der Straße

## Persönlichkeiten
In Neu Gaarz wirkte gegen Ende des 19. Jahrhunderts Agnes Karll, die spätere Reformerin der deutschen Krankenpflege, als Privatlehrerin.